# فراس البريكان
فراس طارق البريكان (مواليد 14 مايو 2000) هو لاعب كرة قدم سعودي يلعب حاليًا في النادي الأهلي، ومع المنتخب السعودي الأول لكرة القدم.

## مسيرة اللاعب
- فاز مع نادي النصر درجة الناشئين بالدوري عام 2017 و حقق لقب الهداف وتم استدعائه للفريق الأول في مباراة النصر أمام الهلال بسبب النقص في الفريق ولكن لم يشارك و استمر بعدها في الفريق الأول.
- انتقل إلى نادي الفتح في عام 2021.
- لعب ضمن التشكيلة الأساسية للمنتخب السعودي في كأس العالم 2022 في قطر.[2]
- في سبتمبر 2023 انتقل للنادي الأهلي السعودي.
- الاكثر مساهمة في دوري روشن عام 2024

## أفضل لاعب واعد
حقق فراس البريكان مع الفتح لقب «أفضل لاعب واعد» في الجولات الخامسة والسادسة والسابعة والثامنة في دوري روشن السعودي

## وصلات خارجية
- فراس البريكان على موقع قاعدة بيانات كرة القدم.إي يو (الإنجليزية)
- فراس البريكان على موقع ناشيونال فوتبول تيمز (الإنجليزية)
- فراس البريكان على موقع Soccerway.com (الإنجليزية)
- فراس البريكان على موقع عالم كرة القدم.نت (الإنجليزية)
- فراس البريكان على موقع كووورة
- فراس البريكان على موقع أوليمبيديا (الإنجليزية)
- فراس البريكان